# Jeunesse sportive de Bordj Ménaïel
Maillots
Dernière mise à jour : 3 octobre 2023.
La Jeunesse Sportive de Bordj Menaïel (en arabe : الشبيبة الرياضية لبرج منايل, en Kabyle : ilemẓiyen inaddalen n buṛǧ Imnayen), plus couramment abrégé en JS Bordj Menaïel ou encore JSBM, est un club de football algérien fondé en 1932 et basé dans la ville de Bordj Menaïel, dans la wilaya de Boumerdès en Algérie.

## Histoire
La JS Bordj Menaïel participe au premier critérium d'honneur organisé à la veille de indépendance de l’Algérie (1962-63), pour réussir à se maintenir en division 2 la saison suivante (1963-64). Entre 1964 et 1967, la JSBM évoluait en division 3 avant de sombrer dans les divisions inférieures.
Entre de la décennie 1974 et 1983, la JSBM réussit à revenir aux paliers supérieurs (division 2 et 3) et réussir ensuite une accession historique à la division 1 nationale au milieu des années 1980, pour y jouer jusqu'au milieu des années 1990 avec treize saisons consécutives couronnées par une finale en Coupe d'Algérie en 1987 et une place honorable de vice-champion d'Algérie en 1994, qui lui permet de se qualifier à une historique et unique participation internationale en Coupe de la CAF 1995.
Le club est considéré aussi comme une plateforme de formation pour les régions de la basse Kabylie occidentale (vallée du Isser et du Sebaou), de Boumerdès et même la banlieue est algéroise ayant fournis de plusieurs joueurs de talent qui ont poursuivi leurs carrières dans d'autres grands clubs.
Depuis le début des années 2000s, la JSBM quitte la D2 et se voit reléguer en divisions inférieures.
Après plus de dix ans au sixième palier national (Régionale 2), le club réussi quatre accessions consécutives en 2018, 2019, 2020 et en 2021 jusqu'en deuxième division.

## Identité du club

### Noms du club
| Jeunesse Sportive Bordj Ménaïl (JSBM) |
| ------------------------------------- |

| Jil Sakakin Bordj Ménaïl (JSBM) |
| ------------------------------- |

| Jeunesse Sportive Bordj Ménaïl (JSBM) |
| ------------------------------------- |

### Logos et couleurs
Depuis la fondation du club, ses couleurs sont le Rouge et le Noir.

Logo actuel du club

## Palmarès et résultats sportifs

### Trophées et titres
| Compétitions nationales | Compétitions internationales             |
| --- | ---------------------------------------- |
| - Ligue 1 - Vice-champion : 1994. - Ligue 2 (1) - Champion : 1983. - Coupe d'Algérie - Finaliste : 1987. - Division 3 (3) - Champion Gr. centre : 1975, 1980 et 2021. | - Coupe de la CAF - 8e de finale : 1995. |

| Compétitions jeunes                                |
| -------------------------------------------------- |
| - Championnat d'Algérie U23 (1) - Champion : 1998. |

### Classement saison par saison
- 1962-63 : Critérium d'Honneur Centre Gr I, 5e
- 1963-64 : D2, Promotion d'Honneur Centre, 12e
- 1964-65 : D3, Promotion d'Honneur Centre, ?e
- 1965-66 : D3, Promotion d'Honneur Centre, ?e
- 1966-67 : D3, Division d'Honneur Centre, 12e
- 1967-68 : D4, ?e Centre, ?e
- 1968-69 : D4, ?e Centre, ?e
- 1969-70 : D?, ?e Centre, ?e
- 1970-71 : D?, ?e Centre, ?e
- 1971-72 : D4, Gr. Centre, ?e
- 1972-73 : D?, ?e Centre, ?e
- 1973-74 : D?, ?e Centre, ?e
- 1974-75 : D3, Gr. Centre 1er
- 1975-76 : D2, Gr. Centre 14e
- 1976-77 : D3, Gr. Centre ?e
- 1977-78 : D3, Gr. Centre ?e
- 1978-79 : D3, Gr. Centre ?e
- 1979-80 : D3, Gr. Centre 1er
- 1980-81 : D2, Gr. Centre-Est 8e
- 1981-82 : D2, Gr. Centre-Est 7e
- 1982-83 : D2, Gr. Centre-Est 1er
- 1983-84 : D1, 14e
- 1984-85 : D1, 11e
- 1985-86 : D1, 7e
- 1986-87 : D1, 8e
- 1987-88 : D1, 8e
- 1988-89 : D1, 6e
- 1989-90 : D1, 6e
- 1990-91 : D1, 6e
- 1991-92 : D1, 10e
- 1992-93 : D1, 11e
- 1993-94 : D1, 2e
- 1994-95 : D1, 9e
- 1995-96 : D1, 16e
- 1996-97 : D2, Gr Centre 2e
- 1997-98 : D2, Gr Centre 5e
- 1998-99 : D2, Gr Centre 1re
- 1999-00 : D2, 9e
- 2000-01 : D2, Gr Centre-Est 13e
- 2001-02 : D2, Gr Centre-Est 13e
- 2002-03 : D3, Gr Centre ?e
- 2003-04 : D3, Regional Alger R1 9e
- 2004-05 : D4, Régional Alger R1, ?e
- 2005-06 : D4, Régional Alger R1, 1er
- 2006-07 : D3, Inter-Régions Gr Centre 15e
- 2007-08 : D4, Régional Alger R1, ?e
- 2008-09 : D4, Régional Alger R1, 13e
- 2009-10 : D5, Régional Alger R2 Gr. C, ?e
- 2010-11 : D6, Régional Alger R2 Gr. A, ?e
- 2011-12 : D6, Régional Alger R2 Gr. A, 10e
- 2012-13 : D6, Régional Alger R2 Gr. A, 6e
- 2013-14 : D6, Régional Alger R2 Gr. A, 5e
- 2014-15 : D6, Régional Alger R2 Gr. A, 4e
- 2015-16 : D6, Régional Alger R2 Gr. A, 6e
- 2016-17 : D6, Régional Alger R2 Gr. A, 3e
- 2017-18 : D6, Régional Alger R2 Gr. A, 1er
- 2018-19 : D5, Régional Alger R1, 1er
- 2019-20 : D4, Inter-régions Centre-Est 1er
- 2020-21 : D3, DNA Centre-Est 1re
- 2021-22 : D2, Ligue 2 Centre-Est 2e
- 2022-23 : D2, Ligue 2 Centre-Est 10e
- 2023-24 : D2, Ligue 2 Centre-Est 3e
- 2024-25 : D2, Ligue 2 Centre-Est ?e

### Parcours en Coupe Nationale
| Saison  | Tour            | Matchs          | Résultats       |
| ------- | --------------- | --------------- | --------------- |
| 1962-63 | 1/64 finale     | JS Kabylie      | 2-0             |
| 1963-64 | 1/64 finale     | MC Alger        | 2-0             |
| 1964-65 | ?               | ?               | ?               |
| 1965-66 | ?               | ?               | ?               |
| 1966-67 | ?               | ?               | ?               |
| 1967-68 | ?               | ?               | ?               |
| 1968-69 | ?               | ?               | ?               |
| 1969-70 | ?               |                 | ?               |
| 1970-71 | ?               | ?               | ?               |
| 1971-72 | ?               | ?               | ?               |
| 1972-73 | ?               | ?               | ?               |
| 1973-74 | 1/32 finale     | JS Kabylie      | 3-0             |
| 1974-75 | 1/8 finale      | CC Sig          | 4-2             |
| 1975-76 | ?               | ?               | ?               |
| 1976-77 | ?               | ?               | ?               |
| 1977-78 | ?               | ?               | ?               |
| 1978-79 | 1/16 finale     | ES Sétif        | 3-0             |
| 1979-80 | ?               | ?               | ?               |
| 1980-81 | ?               | ?               | ?               |
| 1981-82 | ?               | ?               | ?               |
| 1982-83 | ?               | ?               | ?               |
| 1983-84 | 1/16 finale     | JH Djazaïr      | 3-0             |
| 1984-85 | 1/2 finale      | MC Oran         | 2-2 t.a.b 3-2   |
| 1985-86 | 1/8 finale      | JS Kabylie      | 1-0             |
| 1986-87 | Finaliste       | USM El Harrach  | 1-0             |
| 1987-88 | 1/16 finale     | CR Belouizdad   | 4-3             |
| 1988-89 | 1/16 finale     | JSM Tiaret      | 0-0 t.a.b 3-0   |
| 1989-90 | Édition annulée | Édition annulée | Édition annulée |
| 1990-91 | 1/16 finale     | JS Kabylie      | 0-0 t.a.b 4-3   |
| 1991-92 | 1/16 finale     | RCG Oran        | 1-0             |
| 1992-93 | Édition annulée | Édition annulée | Édition annulée |
| 1993-94 | 1/16 finale     | USM El Harrach  | 0-0 TAB (5-3)   |
| 1994-95 | 1/8 finale      | ASO Chlef       | 2-2 TAB (5-4)   |
| 1995-96 | 1/16 finale     | USM Bel Abbes   | 3-1             |
| 1996-97 | ?               | ?               | ?               |
| 1997-98 | 1/32 finale     | US Chaouia      | 1-0 AP          |
| 1998-99 | 1/16 finale     | RC Relizane     | 1-0             |

| Saison   | Tour            | Matchs          | Résultats       |
| -------- | --------------- | --------------- | --------------- |
| 1999-00  | 1/16 de finale  | ESM Boudouaou   | 2-5             |
| 2000-01  | 1/8 finale      | JSM Skikda      | 2-0             |
| 2001-02  | 1/16 finale     | USM Annaba      | 1-0             |
| 2002-03  | ?e T.R          | ?               | ?               |
| 2003-04  | 1/64 finale     | USM El Harrach  | 1-0             |
| 2004-05  | ?e T.R          | ?               | ?               |
| 2005-06  | ?e T.R          | ?               | ?               |
| 2006-07  | ?e T.R          | ?               | ?               |
| 2007-08  | ?e T.R          | ?               | ?               |
| 2008-09  | 2e T.R          | ES Ben Aknoun   | 2-0             |
| 2009-10  | ?e T.R          | ?               | ?               |
| 2010-11  | ?e T.R          | ?               | ?               |
| 2011-12  | ?e T.R          | ?               | ?               |
| 2012-13  | ?e T.R          | ?               | ?               |
| 2013-14  | ?e T.R          | ?               | ?               |
| 2014-15  | ?e T.R          | ?               | ?               |
| 2015-16  | ?e T.R          | ?               | ?               |
| 2016-17  | ?e T.R          | ?               | ?               |
| 2017-18  | ?e T.R          | ?               | ?               |
| 2018-19  | ?e T.R          | ?               | ?               |
| 2019-20* | 1/32 finale     | AS Khroub       | 2-1             |
| 2020-21  | Édition annulée | Édition annulée | Édition annulée |
| 2021-22  | Édition annulée | Édition annulée | Édition annulée |
| 2022-23  |                 |                 |                 |
| 2023-24  |                 |                 |                 |
| 2024-25  |                 |                 |                 |
| 2025-26  |                 |                 |                 |

#### Statistiques Tour atteint
- Le JS Bordj Menaiel à participer en 55 édition, éliminé au tours régionale ? fois et atteint les tours finale 00 fois.

| Édition | 1er tour | 2e tour | 3e tour | 4e tour | 64e de finale | 32e de finale | 16e de finale | 8e de finale | Quart de finale | Demi-finale | Finale | Champion |
| ------- | -------- | ------- | ------- | ------- | ------------- | ------------- | ------------- | ------------ | --------------- | ----------- | ------ | -------- |
| 55      | ?        | ?       | ?       | ?       | 23            | 20            | 17            | 6            | 2               | 2           | 1      | 0        |

## Personnalités du club

### Anciens présidents
- Ali Tahanouti (de 1982 à 1994)
- Samir Naili
- Amine Bourahla
- Mohamed Ferhah

### Anciens entraîneurs
- Nour Benzekri
- Brahim Ramdani
- Veniamin Arzamastsev (en)
- Mouloud Iboud
- Amine Bourahla
- Toufik Kourichi
- Mourad Ouardi
- Azzedine Aït Djoudi
- Mohamed Maouche
- Sid Ahmed Matouk
- Hargma Farid
- Mohamed antour
- Mohamed Sedikki
- Youcef Tonkin
- Khadir Mohamed
- Rahmani Bouziane
- Khaled Boushaki

•🇩🇿 Mohamed ferhah

### joueurs emblématiques
- Malik Ferhat
- Rachid Baris
- Rachid Chaouchi
- Youcef Tonkin
- Ahmed Aït El Hocine
- Abdallah Guenoun
- Tayeb Amrous
- Sadek Amrous
- Hocine Amrous
- Farouk Belkaid
- Lounes Bendahmane
- Noureddine Drioueche
- Mohamed Samadi
- Zoubir Kerraz
- Hassan Sid Rohou
- Mohamed Seghir Ferradji
- Yacine Hamadou
- Farid Zemiti
- Fawzi Chaouchi

Haddadi Mohamed

## Structures du club

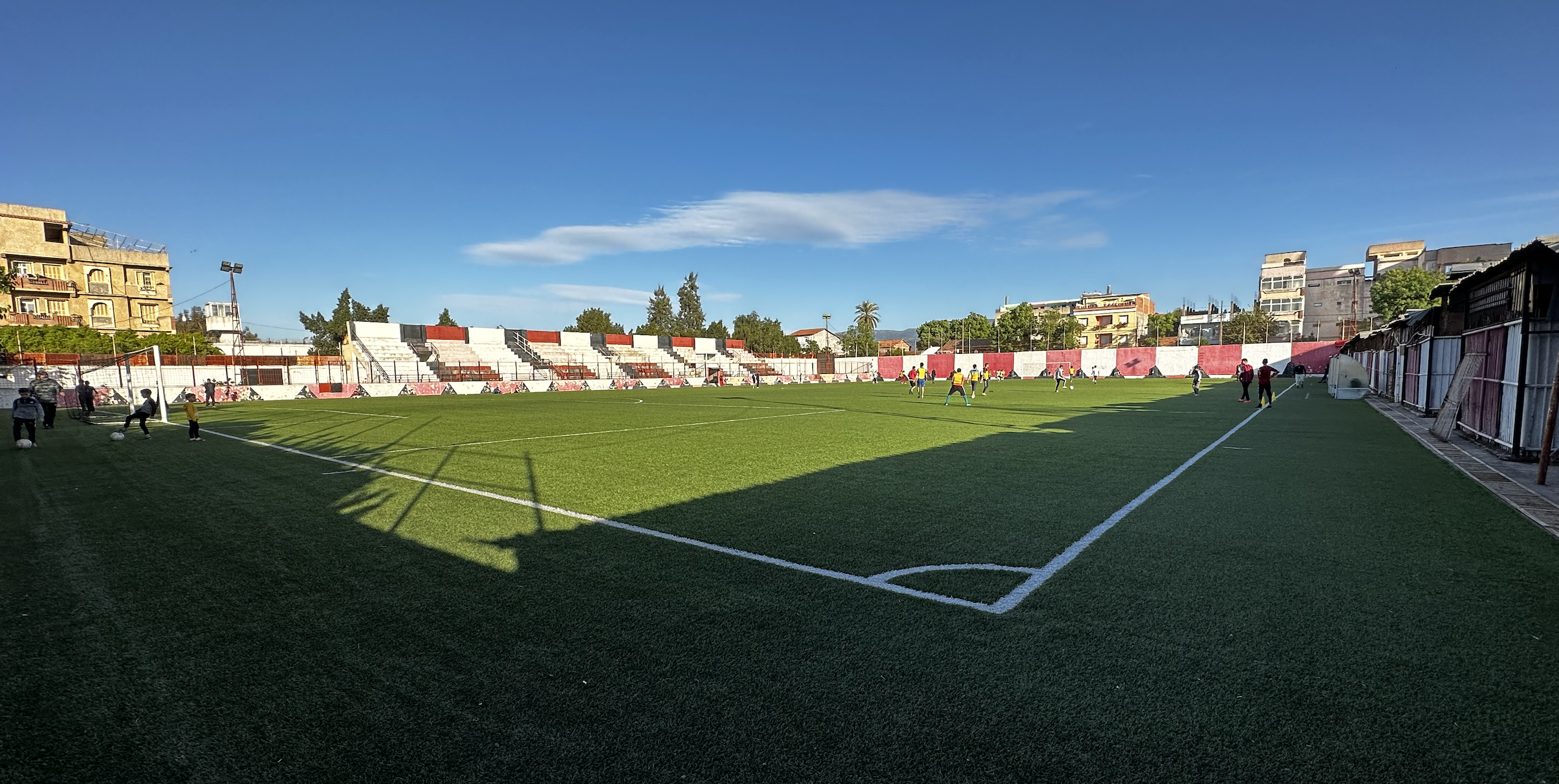
Stade fétiche de la JSBM.

### Stade
Le Stade Salah Takdjerad est le principal stade de la ville de Bordj Menaïel. C'est là où se déroulent les matchs de l'équipe locale.

### Sponsors
- APC de Bordj Menaïel

## Culture populaire

### Groupe de supporteurs
La JSBM est le principal club phare de la ville, suivi de près à gagner en popularité dans toute la région surtout avec l'apogée des années 80s.

### Rivalités
- JS Kabylie : Il s'agit d'une rivalité populaire et sportive avec le club mythique de la grande région de la Kabylie dont la ville de Bordj Ménaïl en fait partie, née depuis l'accession de la JSBM en D1 algérienne, les matchs entre les deux clubs se disputaient avec une grande intensité.